# Sontheim (Bawaria)
Sontheim – miejscowość i gmina w Niemczech, w kraju związkowym Bawaria, w rejencji Szwabia, w regionie Donau-Iller, w powiecie Unterallgäu. Leży w Szwabii, około 13 km na południowy zachód od Mindelheimu, nad rzeką Günz, przy linii kolejowej Memmingen – Monachium.

## Dzielnice
W skład gminy wchodzą następujące dzielnice:
Sontheim, Attenhausen, Grabus i Laubers

## Demografia
| Rok  | Liczba mieszk. |
| ---- | -------------- |
| 1970 | 2 087          |
| 1987 | 2 080          |
| 2000 | 2 439          |

## Polityka
Wójtem gminy jest German Fries junior, rada gminy składa się z 14 osób.
|      | CSU/FW | CSU | FWG Attenhausen | Bürgerblock Attenhausen | Razem |
| 2008 | -      | 8   | 4               | 2                       | 14    |
| 2002 | 8      | -   | 4               | 2                       | 14    |